# Amphicarpaea africana
Amphicarpaea africana là một loài thực vật có hoa trong họ Đậu. Loài này được (Hook.f.) Harms miêu tả khoa học đầu tiên.